# John Hawkins
John Hawkins (ook wel Johannes Hawkyns gespeld; Plymouth, 1532 – 12 november 1595) was een Engels scheepsbouwer, marinecommandant, admiraal, koopman, navigator en slavenhandelaar. Als penningmeester (1577) en controleur (1589) van de Royal Navy, herbouwde hij oudere schepen en hielp bij het ontwerp van snellere schepen die de Spaanse Armade versloegen in 1588. Later bedacht bij de zeeblokkade om zo schepen te onderscheppen met Spaanse schatten. Als een van de belangrijkste zeelieden van het 16de-eeuwse Engeland, was hij de belangrijkste architect van marine. In de strijd waar de Spaanse Armada het onderspit moest delven, was Hawkins viceadmiraal en werd geridderd om zijn bijdrage.
William, Johns vader, was een vertrouweling van Hendrik VIII van Engeland en een van de belangrijkste kapiteins van Engeland.
De eerste geregistreerde Engelsman die slaven meenam uit Afrika was John Lok, een Londense handelaar. Hij bracht in 1555 vijf slaven mee uit Guinee. De tweede Londense handelaar die slaven meebracht was William Towerson. Ondanks beide mannen wordt Hawkins vaak beschouwd als de pionier van de slavenhandel, omdat hij de eerste was die gebruikmaakte van het driehoeksverkeer, om zo winst te maken bij elke stop.

## Eerste reis (1555 – 1563)
John Hawkins vormde een syndicaat van rijke kooplieden die investeerden in de slavenhandel. In 1555 voer hij met drie schepen naar het Caribische gebied via Sierra Leone. Ze kaapten een Portugees slavenschip en verhandelden de 301 slaven in het Caribische gebied. Ondanks het feit dat twee schepen in beslag werden genomen door de Spaanse autoriteiten, verkocht Hawkins de slaven in Santo Domingo en maakte zo een grote winst met het geld van zijn Londense investeerders. Dit zorgde ervoor dat de Spanjaarden een verbod op de handel tussen de Engelse schepen en hun eigen West-Indische koloniën invoerden. In 1563 bracht Hawkins de eerste slaven van Afrika naar de eilanden in het Caribische gebied als Neder-Amerika.

## Tweede reis (1564 – 1565)
Zijn tweede reis was nog succesvoller. In 1564 verhuurde koningin Elizabeth I hem het 700 ton metende oude schip ‘Jezus van Lubeck’. Met dat schip, en drie kleinere schepen, zette hij opnieuw koers voor een langere en uitgebreidere reis. Eerst zeilde Hawkins naar Borburata. Onderweg nam hij 400 Afrikanen gevangen. Na Borburata zeilde Hawkins naar Rio de la Hacha. De Spaanse ambtenaren daar probeerden de verkoop van slaven tegen te houden door belastingen te heffen. Hawkins weigerde dit en dreigde met het platbranden van de stad. Na de verkoop van de slaven, zeilde Hawkins naar een Franse kolonie in Florida. Hawkins keerde terug naar Engeland in september van het jaar 1566. Zijn expeditie was een gigantisch succes en zijn investeerders hadden een winst van 60% gemaakt.

## Derde reis (1567 – 1569)
Zijn derde reis begon in 1567. Hawkins verkreeg veel slaven en versterkte zijn vracht met het veroveren van het Portugese slavenschip ‘Madre de Deus’ (Moeder van God) en zijn menselijke lading. Hij nam zo’n 400 slaven gevangen op de Atlantische oceaan op zijn derde reis. Op San Juan De Ulùa (het moderne Vera Cruz) werd hij verrast door een sterke Spaanse macht. Zij voerden, op edict uitgevaardigd door Filips II van Spanje, een onderzoek naar de Spaanse onderkoning van Mexico die, volgens de geruchten, onafhankelijkheid wou.
De algemene commandant van de vloot was Pedro Menendez de Aviles, de nieuw benoemde gouverneur en oprichter van de stad San Agustin (Florida). Hij werd bijgestaan door bekwame zeevaarders als Sancho Pardo Donlebún, uit Castropol, die later een krachtige hamer tegen zowel John Hawkins en zijn neef Sir Francis Drake zou vormen.
In de daaropvolgende Slag van San Juan de Ulùa werden slechts twee Engelse schepen niet vernietigd. Hawkins thuisvaart werd een ellendige tocht.
Hoewel de eerste drie reizen van Hawkins halve piratenondernemingen waren, werd het toegestaan door koning Elizabeth I. Zij zat immers in geldnood en zag de piraten als soldaten die haar gevechten op eigen kosten en risico voerden.
Later zou Hawkins schrijven over zijn reizen. Daarbij gaf hij veel details over hoe nauw verwant de Europese slavenhandel rechtstreeks afhankelijk was van de Afrikaanse bondgenoten. Daarbij gaf hij ook commentaar over hoeveel geweld hij en zijn bemanning gebruikten ten opzichte van de slaven.

## 1570 – 1587
Als onderdeel van de spionage van de overheid, deed Hawkins zich voor als deel van het Ridolfi perceel die koningin Elizabeth zou verraden in 1571. Hij kreeg het vertrouwen van de Spaanse ambassadeur en vernam zo de details van het verraad. Hij bood zijn diensten aan de Spanjaarden aan, om zo de vrijlating van gevangenen te verkrijgen en de details van de invasieplannen in Brittannië van de Spanjaarden te ontdekken.
Zijn hulp bij het verijdelen van de plot werd beloond. In 1571 werd Hawkins lid van het parlement. Hij werd penningmeester van de Koninklijke Marine op 1 januari 1578, na de dood van zijn voorganger Benjamin Gonson. Dit was tevens zijn schoonvader, want in 1567 huwde Hawkins met Katherina Gonson, dochter van Benjamin.
Hawkins' financiële hervormingen vielen in slechte aarde. In 1582 beschuldigde zijn rivaal William Wynter hem van administratieve onbekwaamheid. Hij beschuldigde Hawkins er ook van fraude gepleegd te hebben. Daarop werd een koninklijke commissie aangesteld om een onderzoek tegen Hawkins te voeren. De commissie concludeerde dat er geen onnodige corruptie was, en dat de marine in uitstekende staat was.
Hawkins was ervan overtuigd dat zijn marine, naast de beste schepen van de wereld, ook de beste zeelieden had. Hij bekwam een loonsverhoging voor zijn zeilers met het argument dat een kleinere groep gemotiveerde en goedbetaalde zeelieden, aanzienlijk meer konden dan een grote groep ongeïnteresseerden.
Hawkins zorgde voor belangrijke verbeteringen wat betreft scheepsbouw en tuigage. Hij is minder bekend om zijn inventiviteit als scheepstimmerman.

## De Spaanse Armada
Innovatieve maatregelen zorgden ervoor dat de Britse schepen zeer snel en wendbaar waren. In 1588 werden ze getest tegen de Spaanse Armada. Hawkins was viceadmiraal en een van de drie hoofdcommandanten van de Engelse vloot, samen met Francis Drake en Martin Frobischer.
Bij de nederlaag van de Armada drong Hawkins aan op het in beslag nemen van de koloniale schat, om zo herbewapening van Spanje tegen te gaan. In 1589 zeilde Hawkins mee met voormalig leermeester Francis Drake in een massale militaire operatie (Drake-Norris Expeditie) met als een van de doelen de vloot met de Spaanse schat pogen te onderscheppen. De reis mislukte, maar het idee zette vele andere Britse piraten ertoe aan hetzelfde te proberen.
In 1590 stichtten Drake en Hawkins een fonds voor verlichting van zieke en oude mariniers. Dit werd gevolgd door een ziekenhuis in 1592 en door een ander in 1594: het Sir John Hawkinsziekenhuis. Dit goeie doel bestaat nog steeds.

## Aardappelen, tabak en haaien
Aardappelen werden voor het eerst ingevoerd in Groot-Brittannië (waarschijnlijk Ierland) in 1563 of 1565 door Hawkins.
Sommige geleerden suggereren ook dat Hawkins de tabak in Groot-Brittannië geïntroduceerd heeft. Sommige berekeningen beweren dat dit in het jaar 1569 was, anderen beweren 1564. Het laatste is waarschijnlijker omdat Hawkins het in zijn dagboeken van de tweede reis heeft over: ‘Ltobaccoj” (betekenis tabak).

## Dood
In 1595 vergezelde Hawkins Francis Drake bij een schattenjacht naar West-Indië. Daarbij waren twee mislukte aanvallen op San Juan. Tijdens die reis werden ze allebei ziek. Hawkins overleed op zee, voor de kust van Puerto Rico. Drake bezweek aan de ziekte op 27 januari en werd begraven op zee voor de kust van Porto Belo.
Hawkins werd opgevolgd door zijn zoon Richard Hawkins.
Hawkins kwam het laatst in de media in juni 2006. Een van de afstammelingen, Andrew Hawkins, bood openbaar zijn excuses aan voor het aandeel van Hawkins in de slavenhandel.